# Schietmotten

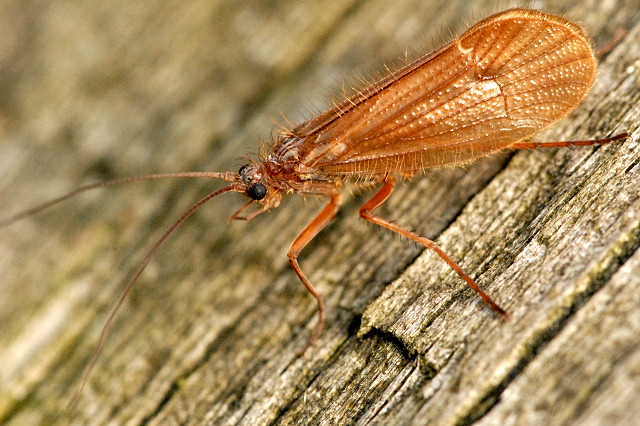
Chaetopteryx villosa

Schietmotten (Trichoptera) zijn een orde van gevleugelde insecten die behoren tot de zich verpoppende insecten (Endopterygota). De larven worden kokerjuffers genoemd. Schietmotten hebben een onopvallende kleur en lijken wat betreft lichaamsbouw op nachtvlinders. De vleugels zijn echter niet beschubd zoals bij vlinders, maar behaard. Alle soorten schietmotten vouwen hun vleugels in rust achterwaarts dakvormig over het achterlijf. De meeste soorten bereiken een lichaamslengte van enkele millimeters tot een centimeter. De grootste soorten worden iets meer dan twee centimeter lang. Van de ruim 13.570 bekende soorten schietmotten komen er 1271 in Europa voor, waarvan ongeveer 230 in de Benelux. In veel landen is het onderzoek naar schietmotten niet zo gespecialiseerd als in delen van westelijk Europa.
De monddelen van schietmotten hebben een bijtende configuratie maar zijn sterk gereduceerd en hoogstens geschikt voor het opnemen van vloeibaar voedsel. De volwassen schietmotten nemen geen vast voedsel op en leven afhankelijk van de soort enkele dagen tot een aantal maanden.
Schietmotten ontwikkelen zich vrijwel altijd in het water. De meeste soorten leven daarin als larve en maken een kokertje, waarin ze schuilen tegen vijanden. Daarom worden de larven wel "kokerjuffers" genoemd. Sommige leven als larve in een kokertje op het land (familie Limnephilidae). Andere maken een vangweb onder water, zoals die uit de familie Hydropsychidae en weer andere leven vrij in het water. De larven leven vaak een jaar in het water. Een aantal soorten kent een meerjarig larvestadium. Binnen de orde van de schietmotten bestaan er carnivoren (vleeseters), detrivoren (afvaleters), herbivoren (planteneters) en omnivoren (alleseters).
De kokerbouwende larven zijn in het water zichtbaar als 'kruipende takjes'. De vorm van de koker is vaak specifiek voor de verschillende groepen. De kokers worden door de schietmot vervaardigd uit materiaal dat voorhanden is in zijn omgeving, zoals plantenmateriaal, overblijfselen van waterdieren, zandkorrels, kiezelsteentjes en allerlei combinaties daarvan. Elk kokertje is daardoor uniek. Het bouwen van de kokertjes is door entomologen uitgebreid onderzocht. De Franse entomoloog en schrijver Jean-Henri Fabre noemde de larven zichzelf aankledende insecten.

## Naamgeving
De wetenschappelijke naam Trichoptera komt uit het Grieks en betekent letterlijk 'haarvleugeligen'. Tricho komt van θρίξ of thrix dat 'haar' betekent en πτερόν of pteron (meervoud ptera) staat voor 'vleugel'. Schietmotten is de benaming voor de volwassen insecten; de larven heten kokerjuffers.
In de Engelse taal worden de schietmotten aangeduid met caddisflies of sedge flies. Deze laatste naam betekent 'zeggevliegen'; zegge is een geslacht van waterminnende planten waarop de volwassen dieren vaak worden aangetroffen. Caddis is vrij vertaald 'kanten sok' en slaat op het deels uit spinsel bestaande omhulsel van veel larven. In andere talen worden afwijkende namen gebruikt, zoals 'lentevliegen' (Noors: vårfluer) en 'nachtvliegen' (Zweeds: Nattsländor).
In het Duits worden ze Köcherfliegen (kokervliegen) genoemd. In die taal zijn ook andere namen gangbaar, zoals Peltzflüger (vachtvleugeligen), vanwege de behaarde vleugels, Frühlingsfliege (voorjaarsvliegen), vanwege het relatief vroege voorkomen, en Faltflüger (vouwvleugeligen), vanwege de in rust opgevouwen vleugels. In het Duits komt ook de naam Wassermotten (watermotten) voor, omdat de insecten als larve in het water leven en op motten lijken.
In sommige bronnen worden de larven kokerwormen of kokerjufferlarven genoemd. Die namen zijn verkeerd, want kokerwormen zijn een groep van in zee levende wormen die een kalkkokertje maken en de naam kokerjufferlarven is dubbelop.

## Verspreiding en habitat
Schietmotten komen wereldwijd voor, maar hebben zich voornamelijk verspreid op het noordelijk halfrond. In Europa komen vertegenwoordigers van alle families voor. Sommige soorten zijn bedreigd of plaatselijk zeldzaam, maar als groep komen schietmotten zeer algemeen voor. Vaak zijn kokerjuffers de meest voorkomende waterinsecten in oppervlaktewateren zoals beken.
Schietmotten zijn aan te merken als waterbewoners en brengen het grootste deel van hun leven als larve door onder water. De meeste soorten leven in rivieren, meren, moerassen, vennen en ander zoet water. Tijdelijke poelen zijn voor veel soorten niet geschikt, omdat de larve vaak minstens een jaar nodig heeft om zich volledig te ontwikkelen. Een aantal soorten kokerjuffers kan alleen leven in relatief schoon water met voldoende opgeloste zuurstof. De insecten zijn hierdoor een goede indicatorsoort voor een gezond watermilieu, zie ook onder schietmotten en de mens.
Een aantal soorten leeft in afwijkende milieus. Zo leven er soorten in rivieren op droog gevallen gesteente, dat door opspattend water vochtig blijft. Ook diep in grotten zijn schietmotten aangetroffen. Een enkele soort komt voor op het land of in getijdenpoeltjes langs de kust. Daarnaast zijn er ook die gangen in onder water liggend hout boren, zoals de Heteroplectron californicum uit de familie Calamoceratidae.

### In België en Nederland
In de Benelux komen ongeveer 230 soorten voor; in heel Europa zijn 1271 soorten bekend. Schietmotten komen langs het water vaak zeer algemeen voor. In België en Nederland leven ook soorten die niet algemeen voorkomen en zelfs worden bedreigd.
In België en Nederland wordt regelmatig een nieuwe soort aangetroffen, die niet eerder in een van deze landen is opgemerkt. Een voorbeeld is de Ecclisopteryx dalecarlica, die voor het eerst in 2012 in Nederland werd ontdekt nabij Bunde in Limburg.

## Uiterlijke kenmerken

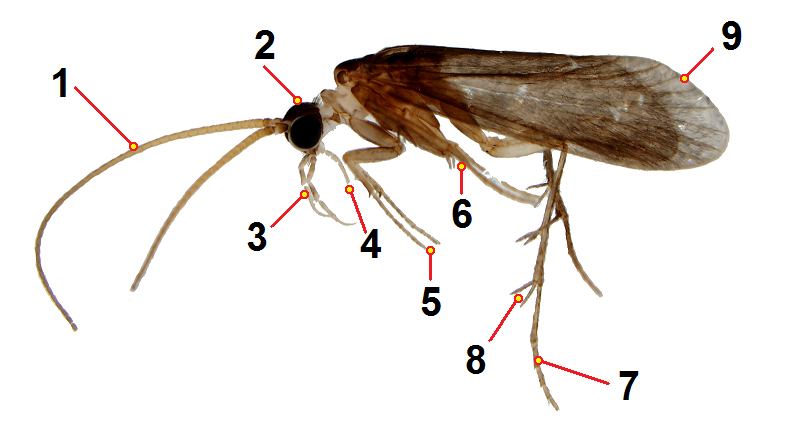
Belangrijkste lichaamsdelen van de schietmot, afgebeeld is een mannetje uit het geslacht Daternomina.

Schietmotten vormen in vergelijking met andere insectensoorten een relatief uniforme groep. De grootste verschillen in uiterlijk binnen de schietmottengroep zijn de lichaamsgrootte en de kleur van het lichaam en de vleugels. Slechts een klein aantal soorten heeft afwijkende lichaamskleuren, zoals wit, blauw of oranje. Een voorbeeld is Asmicridea grisea uit het zuiden van Australië met een karakteristieke witte lichaamskleur.
Schietmotten zijn middelgrote insecten die een lichaamslengte bereiken van ongeveer twee millimeter tot iets meer dan twee centimeter. De vleugelspanwijdte of vlucht is ongeveer drie centimeter. De lichaamsgrootte verschilt sterk per familie. Zo zijn de soorten uit de familie Hydroptilidae veel kleiner. De soorten uit het geslacht Hydroptila behoren tot de kleinste schietmotten. De larven worden drie tot vier millimeter lang en de volwassen insecten bereiken een lichaamslengte van twee tot drie millimeter. De grootste soorten behoren tot het geslacht Phryganea. In Nederland en België komt de Phryganea grandis voor die tot 2,1 centimeter lang wordt en een vleugelspanwijdte tot zes centimeter kan bereiken.

### Kop

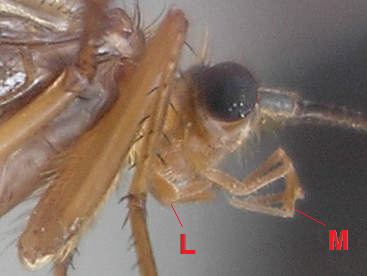
Monddelen van een schietmot, aangegeven zijn de maxillaire palpen (M) en de labiale palpen (L).

De kop is typisch insectachtig door de aanwezigheid van twee facetogen, twee voelsprieten of antennes en gepaarde monddelen. De antennes of voelsprieten zijn draadvormig of filiform; ze zijn dun en eindigen nooit in een verdikt uiteinde zoals bij veel andere insecten het geval is.
De ogen zijn rond en kraalachtig en bestaan uit vele deeloogjes die de ommatidia worden genoemd. De ogen van mannetjes komen aan de bovenzijde van de kop vaak samen en raken elkaar. Bij de vrouwtjes liggen de facetogen aan de bovenzijde van de kop vaak duidelijk uit elkaar. Insecten hebben vaak kleine bij-oogjes die de ocelli worden genoemd. Sommige insecten hebben er altijd drie, zoals de vliesvleugeligen en bij andere zijn deze structuren verdwenen, zoals bij de kakkerlakken. Bij de schietmotten komen deze oogjes bij een aantal families voor, maar ontbreken bij andere families. Soorten uit de familie Leptoceridae bijvoorbeeld hebben altijd ocelli terwijl deze bij de vertegenwoordigers van de familie Polycentropodidae ontbreken.
De voelsprieten zijn nooit geveerd of gezaagd. Geveerde of gezaagde voelsprieten komen bij andere insecten juist wel veel voor. De antennes van de schietmotten zijn meestal zeer lang en bij de familie Leptoceridae bereiken de antennes een lengte die enkele malen langer is dan de lichaamslengte.
De kaken of mandibels zijn gedegenereerd en de overige monddelen zijn relatief groot. De aanhangsels van de kop bestaan uit drie gepaarde uitsteeksels. Aan de bovenkaak of maxilla zijn in het midden de galeae aanwezig. Aan de buitenzijde van de maxilla bevinden zich de maxillaire palpen. Deze zijn het langst van de drie en bestaan uit duidelijke geledingen. Ze doen denken aan een verkleind paar poten. Aan de onderkaak of labium bevinden zich de labiale palpen. Ook deze zijn geleed, maar zijn duidelijk kleiner dan de maxillaire palpen.

### Borststuk

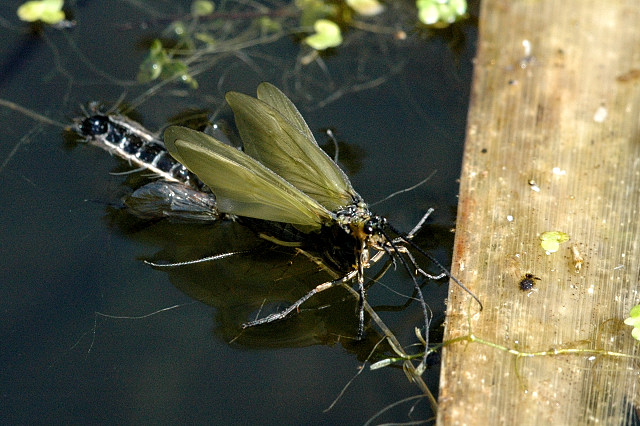
De vleugels zijn goed zichtbaar bij een uit de pophuid sluipend exemplaar.

Het borststuk van de schietmotten bestaat net als bij andere insecten uit drie delen, die samen een geheel lijken te vormen. Het borststuk draagt aan de bovenzijde twee paar vleugels en aan de onderzijde drie paar poten.
De kleur van het lichaam komt doorgaans overeen met de kleur van de vleugels. Vlinders zijn van alle andere insecten het sterkst verwant aan de schietmotten. Schietmotten vertonen in tegenstelling tot vlinders geen opvallende (achter)vleugelkleuren. De meeste soorten hebben een onopvallende kleur, meestal bruin of grijs. De donkergekleurde vleugeladers van de vleugels geven het vleugeloppervlak een duidelijk patroon van vertakte strepen. De ruimtes tussen de aderen worden de vleugelcellen genoemd. De vorm en het patroon van de vleugeladers en de kleurvlakken op de vleugelcellen helpen bij het determineren van de specifieke soort.
Soms verschilt de vleugelvorm per sekse. Zo is van de soort Odontocerum albicorne bekend dat de mannetjes een kortere en bredere achtervleugel hebben dan de vrouwtjes. Van enkele soorten is bekend, dat de vrouwtjes ongevleugeld zijn: hun vleugels zijn gedegenereerd tot schubachtige stompjes. De vrouwtjes zijn hierdoor gemakkelijk te verwarren met andere insecten zoals krekels. De landkokerjuffer (Enoicyla pusilla) is hiervan een voorbeeld, deze schietmot komt ook in België en Nederland voor. Schietmotten vliegen 's nachts en zitten overdag op plantendelen, zoals takken.
Een belangrijk determinatiekenmerk van schietmotten zijn de poten en meer specifiek de sporen op de poten. De poten dragen aan weerszijden rijen haartjes en daarnaast zijn duidelijke verdikte, stekelachtige structuren aanwezig die sporen worden genoemd. De voorpoot van een schietmot bevat altijd één tot drie sporen, de middelste en achterste poot dragen altijd twee tot vier sporen. De voorpoot telt nooit meer sporen dan de tweede poot en het aantal sporen op de middelste poot is nooit hoger dan dat van de achterste poot. Bij het tellen van het aantal sporen dient er rekening mee te worden gehouden dat bij sommige groepen naast sporen ook doornige pootuitsteeksels voorkomen. Daarnaast kunnen de sporen afbreken en is het aantal sporen binnen een soort soms variabel, wat tot een verkeerde determinatie kan leiden.

### Achterlijf
Het achterlijf van de volwassen schietmot wordt door de relatief grote vleugels aan het zicht onttrokken. Het achterlijf is langwerpig van vorm en is behaard. Het achterlijf wordt aan de onderzijde beschermd door de buikplaten of sternieten en aan de bovenzijde door de rugplaten of tergieten.
Het achterlijf van de schietmotten bevat de ademhalingsorganen, het grootste deel van het spijsverteringskanaal en aan de achterzijde liggen de geslachtsorganen. Tijdens de paring zijn de genitalia van het mannetje en het vrouwtje enige tijd met elkaar verbonden. Net als bij andere insecten kunnen veel soorten schietmotten die sterk op elkaar lijken alleen aan de kenmerken van de geslachtsorganen gedetermineerd worden.

### Koker van de larve

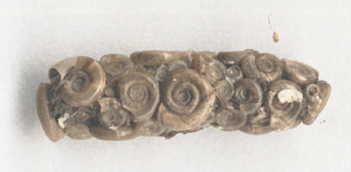
Koker van Limnephilus flavicornis bestaande uit slakkenhuisjes.

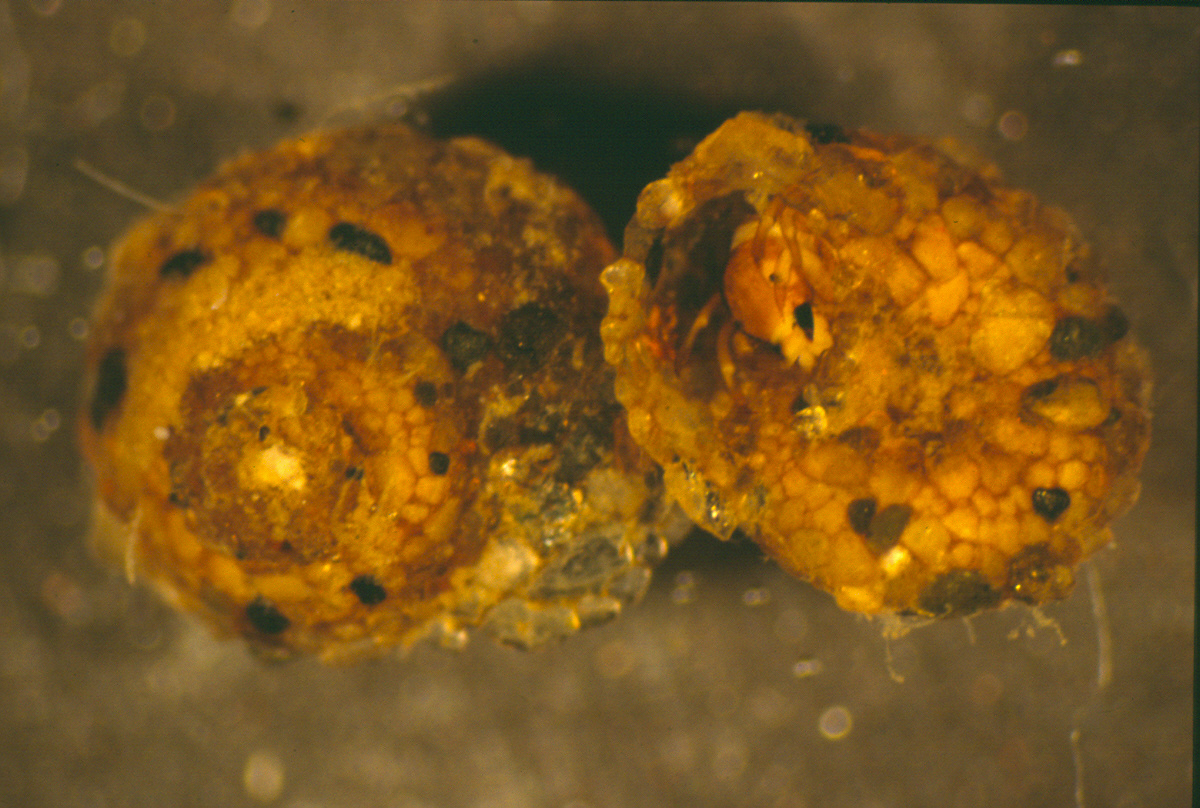
Soorten uit het geslacht Helicopsyche maken een slakkenhuis-vormige koker.

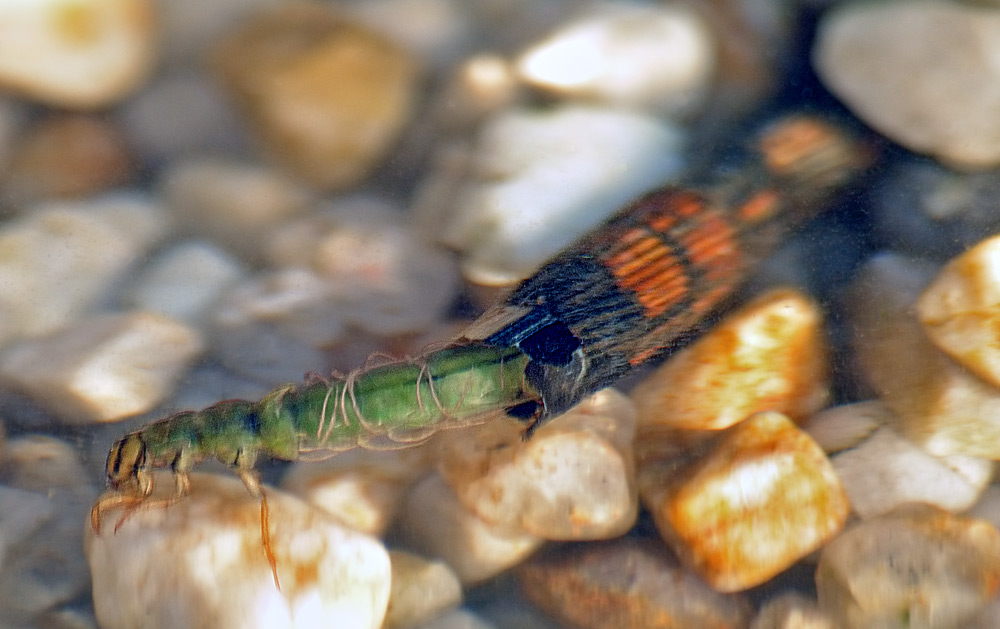
Een typische kokerjuffer uit het geslacht Phryganea.

Veel kokerjuffers maken als larve een kokertje waarin ze leven. Deze wordt door de larve meegesleept om het lichaam te beschermen wat enigszins doet denken aan huisjesslakken. Huisjesslakken hebben een opgerold huisje maar het is in feite ook een koker. De variatie van de kokers van kokerjuffers is enorm. De koker heeft meestal een ronde, taps toelopende vorm, maar kan ook driehoekig of vierkant zijn, langwerpig of juist kort. De koker van de larve bestaat in de regel uit deeltjes van materialen die gevonden worden in de omgeving, die met een kleverig spinsel uit de kopklieren worden samen gekit.
Het bouwen van een koker is niet gebruikelijk bij insectenlarven. Een vergelijkbare groep van dergelijke insecten wat betreft de kokerbouw zijn de larven van vlinders die tot de familie zakjesdragers (Psychidae) behoren. Deze rupsen vertonen eenzelfde gedrag en lijmen substraatdeeltjes met behulp van spinseldraden aan elkaar om zo een koker te bouwen. De rupsen van de zakjesdragers leven altijd op het land en niet in het water.
Een aantal soorten kokerjuffers kiest meerdere materiaalsoorten uit om het omhulsel stevigheid te geven en andere gebruiken altijd hetzelfde materiaal. De kokers van plantenetende soorten worden vaak gemaakt van stukjes blad. Van sommige soorten is bekend dat ze simpelweg een stuk stengel aan twee zijden doorbijten en het stengeldeel als kokertje gebruiken. De meeste kokerjuffers lijmen de stukjes blad dakpansgewijs of spiraalsgewijs aan elkaar. Dit komt voor bij soorten uit de familie Phryganeidae, maar ook enkele Leptoceridae-soorten hebben een dergelijke koker. Het voordeel van stukjes blad is, dat ze lucht bevatten, waardoor het kokertje licht blijft. De larven van dergelijke soorten zijn daardoor in staat om te zwemmen, in tegenstelling tot de soorten die hun kokertje van steentjes bouwen. Dergelijke kokers zijn veel zwaarder en de larven kunnen alleen over de bodem kruipen. De zwemmende soorten vervangen het omhulsel regelmatig, omdat de plantencellen na het afsterven spoedig met water worden gevuld en zwaarder worden. Het komt echter ook voor dat een kokerjuffer zijn plantaardige huisje juist verzwaart met ballast, zoals steentjes om op de bodem te kunnen blijven.
Sommige soorten maken een zakachtige 'koker' die voornamelijk uit spinsel bestaat, zoals die uit de familie Hydroptilidae. Andere soorten spinnen grote, ronde delen van dode bladeren aan elkaar, die ze zelf afbijten. De bladdelen fungeren als 'schilden' en van een echte koker is geen sprake. Een voorbeeld is de larve van de soort Glyphotaelius pellucidus die in België en Nederland veel voorkomt.
Het materiaal waarvan de kokers worden vervaardigd, bestaat uit alles wat de larve geschikt acht. Bij soorten die een voorkeur hebben voor dennenbossen zijn dennennaalden populair. De soort Limnephilus flavicornis gebruikt soms de lege huisjes van kleine waterslakjes als bouwmateriaal voor de koker. Aangezien de huisjes van waterslakken vaak bolvormig of langwerpig zijn en daarmee ongeschikt van vorm, worden alleen de huisjes van soorten die tot de posthoornslakken behoren, uitgekozen. Deze slakken maken platte, schijfvormige huisjes. De kokerjuffer gebruikt niet alleen lege huisjes maar ook huisjes die nog bewoond zijn door een slak. Schelphelften van tweekleppigen worden eveneens verwerkt in de koker, omdat zij vaak relatief plat zijn. Er zijn ook houtboorders die een takje uithollen en als omhulsel gebruiken.
Kenmerkend voor het Antropoceen, het tijdperk van de mens, is dat kokerjuffers tegenwoordig microplastic gebruiken voor de bouw van hun kokers. Het oudst bekendste voorbeeld daarvan is een koker uit 1971, gevonden in Loenen (Veluwe), die meerdere gele microplastics bevatte en pas vijftig jaar later werd ontdekt in de collectie van Naturalis Biodiversity Center . Ook in kokers die in 1986 in Oosterbeek werden verzameld, werd later in de rijkscollectie artificieel materiaal aangetroffen: felblauwe microplasticdeeltjes . De term microplastic zou overigens pas decennia later, in 2004, worden geïntroduceerd. In 2023 bleek dat inmiddels meer dan de helft van de kokerjuffers uit de Eyserbeek in Simpelveld (plaats) artificieel materiaal in hun kokers verwerken 
Het materiaal wordt gelijmd met spinsel uit klieren in de kop van de larve. Ook bij andere insectenlarven die spinsel produceren wordt dit vaak door klieren aan de kop uitgescheiden, zoals bij rupsen van vlinders. Rupsen gebruiken het spinsel vaak alleen om een cocon te spinnen aan het einde van de larvale ontwikkeling.
Bij enkele soorten wordt er een koker gemaakt van zuiver spinsel en niet door deeltjes met spinsel aan elkaar te plakken. Dergelijke kokers hebben een structuur die doet denken aan leer of hoorn. De kokers van dergelijke soorten zijn vrijwel identiek aan elkaar. Kokers van soorten die deeltjes als zandkorrels of stukjes plantenblad in de directe omgeving verzamelen zijn daarentegen altijd uniek van textuur.
Bij veel soorten is de ingang van de koker voorzien van een zeefachtige structuur, gemaakt van spinsel, dat dient om parasieten buiten te houden maar water door te laten. De koker bevat daarnaast vaak een luchtbel, die dient om het soortelijk gewicht van het geheel te verlagen.
Omdat de kokers altijd gemaakt zijn van deeltjes uit de directe leefomgeving, is de kokerjuffer goed gecamoufleerd en valt hierdoor nauwelijks op. Vooral soorten die hun kokertje voorzien van fijne deeltjes, zoals zandkorrels, zijn zelfs als ze bewegen vrijwel niet te zien in de natuurlijke habitat.
De meeste kokertjes hebben een ronde tot ovale doorsnede. Sommige soorten maken kokers met een karakteristieke doorsnede.
Voorbeelden van dergelijke kokers zijn;
- Lepidostoma hirtum; maakt een koker die een vierkante doorsnede heeft.
- Leptocerina ramosa; gebruikt drie langwerpige plantendelen tot een driehoekige koker.
- Anabolia nervosa; verwerkt een of meerdere relatief grote takjes in de koker.
- Crunoecia irrorata; maakt een koker die aan de achterzijde rond in doorsnede is en vierkant aan de voorzijde.
- Helicopsyche; deze maken een spiraalvormige koker, die op een slakkenhuis lijkt.

## Onderscheid met andere insecten

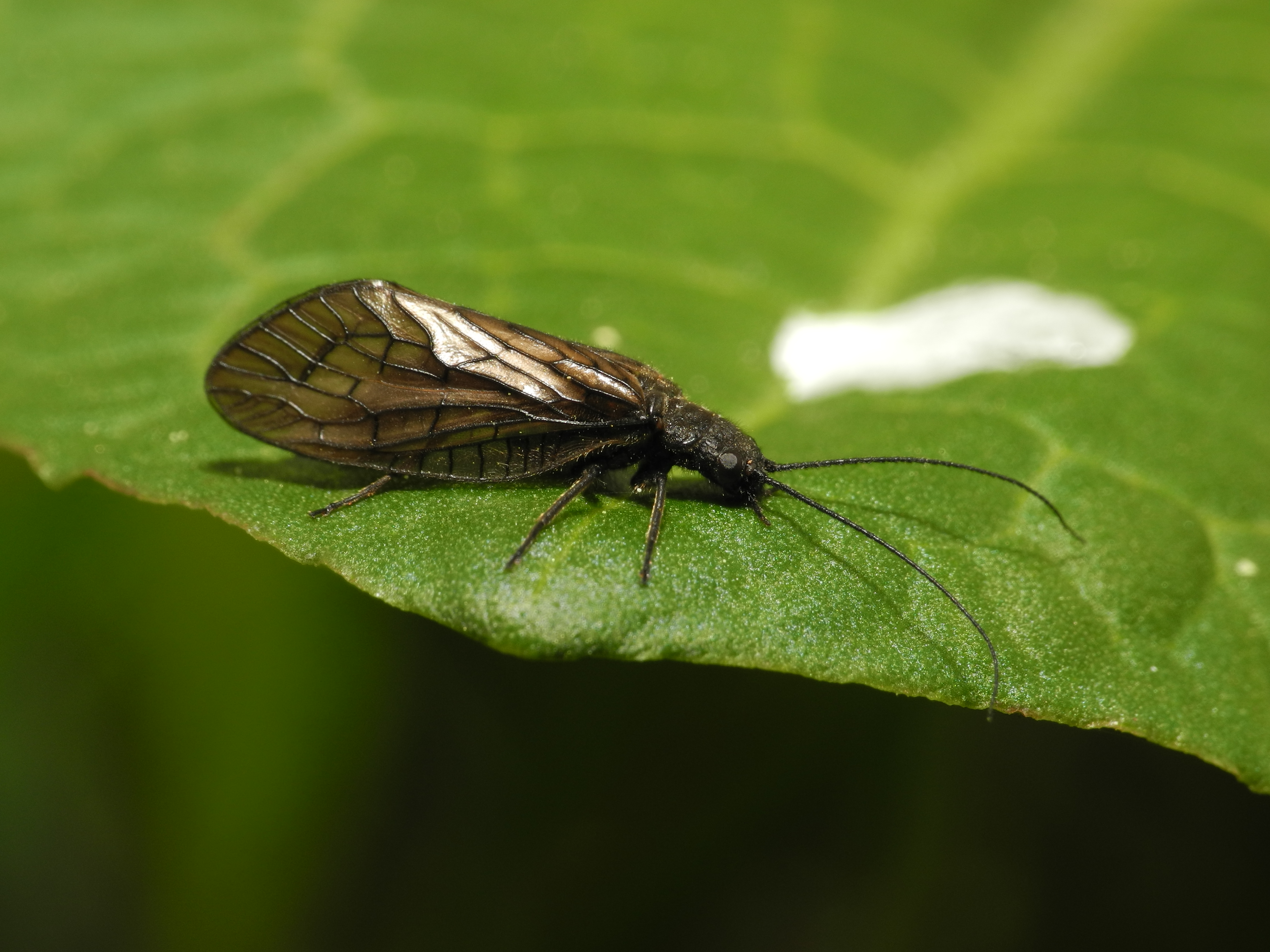
Elzenvliegen; dikkere vleugeladering.

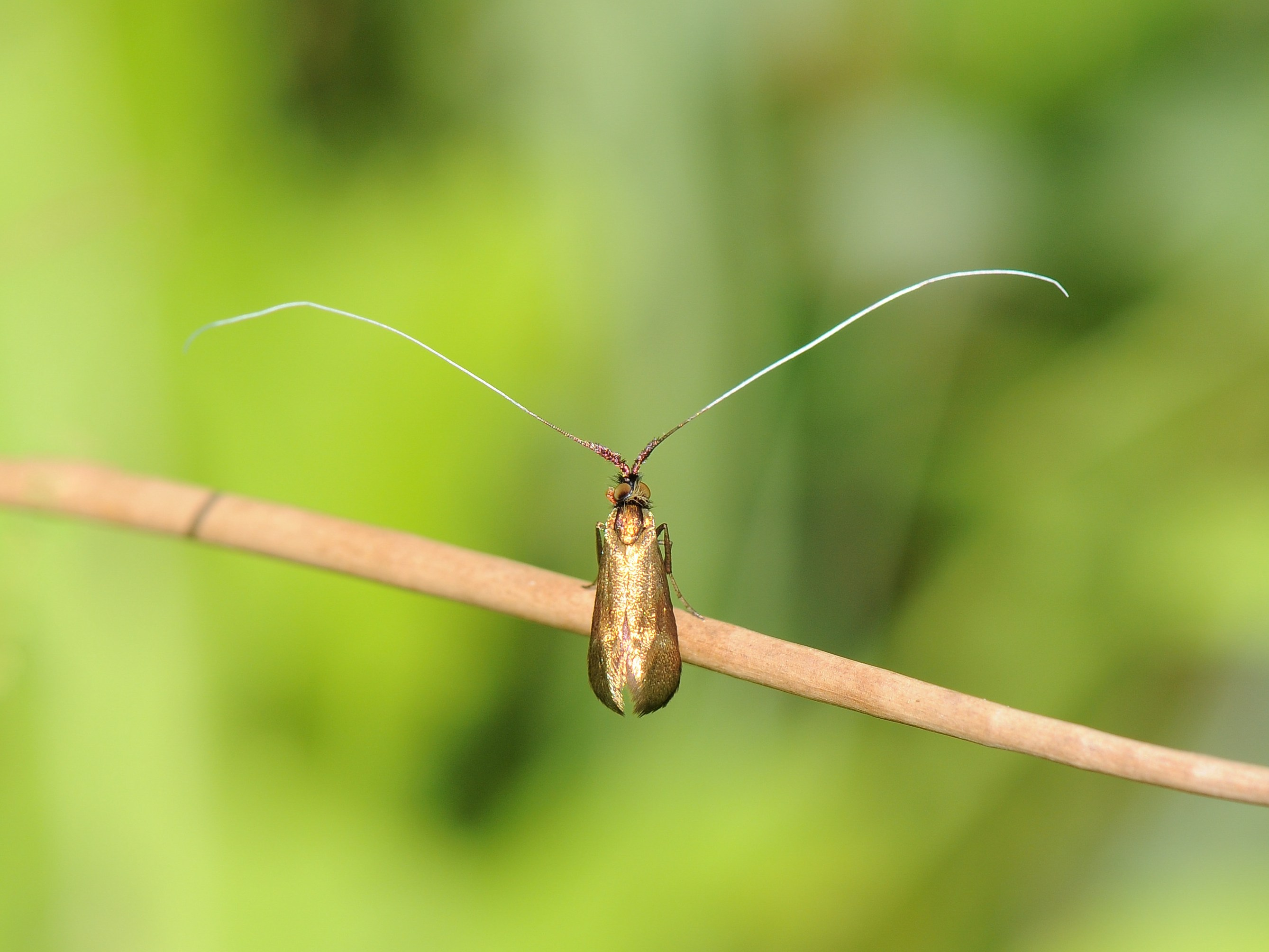
Gouden langsprietmot; geschubde vleugels.

Volwassen schietmotten lijken op kleine motten en zijn op het eerste gezicht zeer lastig van sommige groepen nachtvlinders te onderscheiden. De schietmotten zijn sterker verwant aan vlinders, dan aan andere groepen van insecten, zie ook onder het kopje evolutie. Als men door een loep naar de vleugels kijkt, zijn de schietmotten gemakkelijk te onderscheiden, omdat ze behaard zijn. Bij vlinders zijn de vleugels altijd bedekt met schubben.
Andere groepen van insecten die op schietmotten lijken zijn de haften, de gaasvliegen, de mierenleeuwen en de elzenvliegen. Haften zijn te herkennen aan de vleugels die in rust tegen elkaar worden gevouwen boven het achterlijf en mierenleeuwen hebben korte antennes met een duidelijke verdikking aan het einde. Elzenvliegen hebben kortere en dikkere antennes en gaasvliegen hebben een duidelijke vleugeladering en beduidend minder haren op hun vleugels, zodat ze grotendeels transparant zijn.
De langsprietmotten (Adelidae) zijn te verwarren door hun lange antennes en hun vleugels die als een dakje boven het lichaam worden gevouwen. Langsprietmotten hebben net als alle vlinders schubben op hun vleugels en geen beharing, zoals schietmotten. Vlinders hebben in de regel een lange buisvormige tong (proboscis of roltong) die in rust wordt opgerold onder de kop. Een dergelijke structuur komt bij schietmotten nooit voor.

### Larven
De larven van schietmotten zijn nauwelijks te verwarren, omdat hun woonkokers onmiskenbaar zijn. Er zijn meer insecten die als larve onder water leven en als imago op het land, zoals de watergaasvliegen. De larven hiervan lijken vaak op die van de schietmotten, omdat ze vergelijkbare lichaamsaanpassingen hebben voor het onderwaterleven, zoals uitwendige kieuwen.
Er zijn ook andere insectenlarven die een kokertje maken, waarin de larve zich verstopt. Een voorbeeld is de rups van de waterlelievlinder, die een primitieve koker maakt. Deze bestaat uit twee delen van een lelieblad die met spinsel aan elkaar geplakt zijn. Ook sommige keverlarven maken een soort kokertje, zoals die van de mierenzakkevers. De larven hiervan leven in mierennesten en het kokertje dient om de larve te beschermen tegen aanvallen van de mieren. Ook de zakjesdragers -een familie van vlinders- maken als rups een kokertje waarin ze zich verschuilen.
Soorten schietmotten die als larve veel zwemmen, hebben vaak verbrede, roeispaanachtige poten om zich efficiënter door het water te verplaatsen, maar ze zwemmen desondanks vrij traag. Hoewel de pootjes heel snel bewegen, zwemt de kokerjuffer langzaam vooruit. Een voorbeeld van een dergelijke kokerjuffer is Triaenodes bicolor. Dit is tevens een van de meest voorkomende soorten in België en Nederland.

## Voortplanting en ontwikkeling

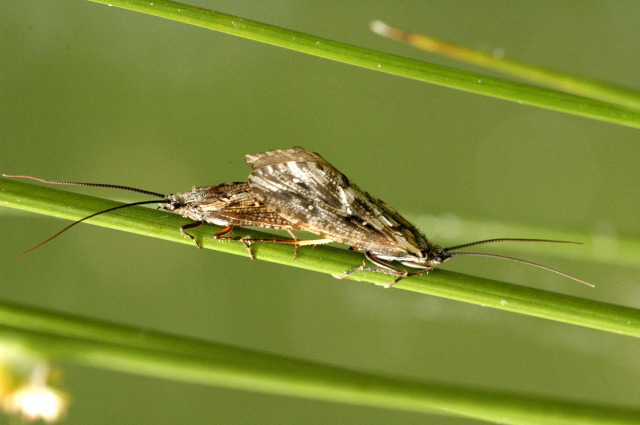
Paring Phryganea bipunctata.

Schietmotten leggen eieren en zetten die in een gelatineuze massa af in het water. Uit de eieren kruipen de larven die een aantal keer vervellen, tot ze volledig zijn ontwikkeld. Dan vindt de verpopping plaats en uit de pop kruipt een volwassen schietmot, waarna de cyclus opnieuw begint.
Schietmotten zijn meestal 's nachts actief en paren dan ook meestal. Tijdens de paring zijn de achterlijfspunten met elkaar verbonden, terwijl de koppen van elkaar staan.

### Ei
De eieren worden afgezet in een geleiachtige massa die dient om de eieren te beschermen. Het slijmachtige omhulsel beschermt ze tegen uitdroging en tegen micro-organismen zoals schimmels en tegen predatie. De eiermassa heeft vaak een langwerpige vorm en wordt een eiersnoer genoemd. Ook klompachtige eiermassa's komen echter veel voor. De weinige soorten die op het land leven, zetten hier ook hun eieren af. Bij de soorten die in het water leven, zijn er meerdere manieren waarop de eieren worden geplaatst. Het geleiachtige omhulsel zwelt op als het in contact komt met water, zoals regendruppels, waarna de larven in het water vallen. Veel soorten deponeren de eieren al vliegend in het water, waarna de eiermassa direct transformeert tot eierdril. Er zijn ook schietmotten die de eieren direct in het water afzetten; vaak worden ze dan aan stenen of waterplanten bevestigd. Een voorbeeld zijn soorten uit de familie Phryganeidae, die de eieren als een ringvormige massa plaatsen. De eieren worden hierbij gelijkmatig verdeeld in schijfvormige rijen.
Andere soorten plakken de eieren vast aan bladeren die boven het water hangen. Voorbeelden zijn die uit het geslacht Triaenodes. Deze zetten de eieren spiraalsgewijs af in een schijfvormige geleimassa. Als de embryo's zich hebben ontwikkeld, verlaten ze na de eerstvolgende regenbui als larve de eiermassa en begeven zich naar het water. Deze vorm van ontwikkeling boven het water voorkomt dat de eieren onder water worden opgegeten door vijanden.
Soorten uit het geslacht Brachycentrus dragen de eieren een tijdje met zich mee om ze te beschermen. De massa eieren is bij de vrouwtjes duidelijk zichtbaar, omdat die gedeeltelijk uit het achterlijf steekt. Iets dergelijks komt overigens ook voor bij kakkerlakken.
Soorten uit de familie Hydropsychidae zetten de eieren af onder stenen die deels onder water liggen. Om de eieren te plaatsen moet de volwassen schietmot zich ín het water begeven. Schietmotten kunnen niet zwemmen en het vrouwtje moet dus onder water al kruipend zoeken naar een geschikte afzetplaats voor de eieren.

### Larve

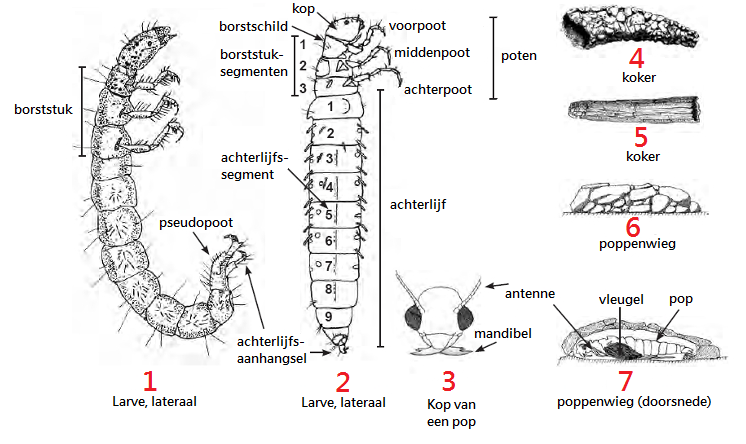
De lichaamsdelen van een kokerjuffer, klik voor vergroting.

De larve heeft een geheel andere lichaamsbouw dan een volwassen exemplaar of imago. De larve van de schietmot wordt kokerjuffer genoemd, ongeacht of er een koker gemaakt wordt of niet. De kokerjuffer heeft altijd een wormachtig lichaam met aan de voorzijde drie paar 'echte' (gelede) poten en aan de achterzijde vaak een paar pseudopoten. De kokerjuffer doorloopt een aantal larvale stadia, die de instars worden genoemd. De meeste soorten kennen drie instars maar er zijn ook soorten die vijf instars kennen, zoals de soorten die langs de kust leven in getijdenpoeltjes.
De kokerjuffers zijn in te delen in drie verschillende groepen, die ieder hun eigen lichaamsconfiguratie hebben. Veel soorten kokerjuffers maken een kokertje, dat ze met zich meedragen ter bescherming. Er zijn ook soorten die leven in een soort web onder water en ten slotte zijn er vrijlevende soorten die rondkruipen zonder gebruik te maken van een kokertje of vangweb. Niet alleen het uiterlijk maar ook de levenswijze van deze drie groepen van larven verschilt.
Het lange en slanke achterlijf bevat het weke ademhalingsapparaat en is erg kwetsbaar. Als de larve zich terugtrekt in de koker wordt deze aan de voorzijde 'afgesloten' door de kop, die hiertoe zwaar bepantserd is vergeleken met het zachte achterlijf. De larven van schietmotten hebben in de regel verdikkingen op de voorzijde van het achterlijf. Aan de bovenzijde is een dorsale bult aanwezig en aan weerszijden komen de laterale bulten voor. Omdat de bulten bij bepaalde soorten ontbreken, zijn ze daaraan te herkennen. Een voorbeeld is de soort Trichostegia minor, waarbij een dorsale bult afwezig is.
Een aantal soorten leeft in stromend water en maakt vangnetjes op de bodem waarin ze zich verstopt. Ze zien er ongeveer hetzelfde uit als de in kokertjes levende juffers. Dergelijke larven hebben wel een steviger gepantserd lichaam, omdat ze geen beschermend kokertje hebben.
Aan de achterzijde van het achterlijf zijn twee haakachtige aanhangsels die de kokerjuffer in staat stellen zich te ankeren in de koker. Hierdoor is het niet altijd mogelijk om een kokerjuffer uit zijn koker te trekken zonder de larve daarbij schade toe te brengen.

#### Kokerbouwers

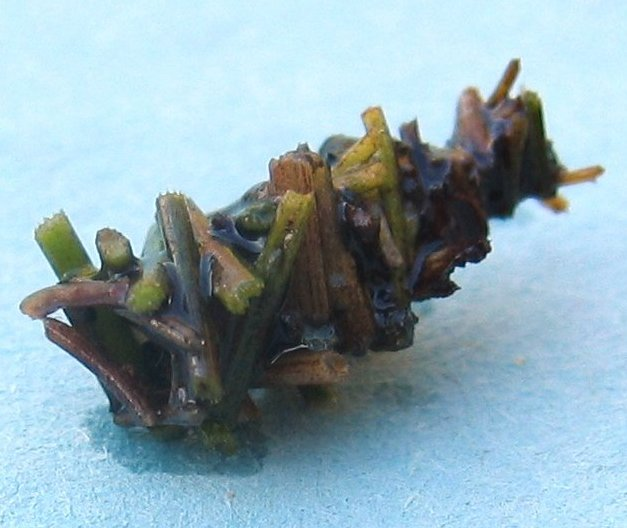
Deze koker is gemaakt van stukjes afgebeten plantenstengel.

De meeste soorten bouwen als larve een kokertje, waarin het grootste deel van het weke lichaam geborgen is. De kop en de poten steken aan de voorzijde uit en de larve kan zich zo nodig volledig in het kokertje terugtrekken. Sommige bouwen, zodra ze het ei verlaten, direct een koker. Andere leven enige tijd kokerloos tot ze een aantal vervellingen hebben ondergaan.
De poten zijn steeds aan de voorzijde van het desbetreffende borststuksegment gepositioneerd. Hierdoor wordt het zwaartepunt van het geheel, bestaande uit de larve en zijn koker, wat naar voren geplaatst. Daarnaast steken hierdoor alle poten uit de opening van de koker en kunnen worden gebruikt om zich voort te bewegen en prooidiertjes te grijpen. Doordat alle poten erg lang zijn en dicht bij elkaar liggen, doet de kokerjuffer - gezien vanaf de voorzijde - enigszins spinachtig aan. Deze lichaamsvorm wordt eruciform genoemd en stelt de larve in staat om rond te lopen en te jagen, terwijl het achterlijf wordt beschermd. Het achterlijf draagt enkele haakachtige structuren die het bemoeilijken om de larve uit de koker te verwijderen.
De kokerjuffers genieten weliswaar de bescherming van een kokertje, maar een dergelijke behuizing bemoeilijkt de ademhaling. De ademopeningen op het lichaam van insecten bevinden zich namelijk in het achterlijf en is bij de kokerjuffer binnen het kokertje geborgen. Kokerjuffers hebben daarom uitstulpingen aan het eerste segment van het achterlijf. Deze houden het kokertje vast en zorgen tevens voor enige ruimte tussen het lichaam van de larve en de wand van de koker.
De achterzijde van het kokertje is altijd open. De larve is door deze openingen in staat om een waterstroom te creëren tussen de opening aan de voorzijde en die aan de achterzijde. Kokerjuffers hebben vaak draadvormige kieuwen. Deze zijn zichtbaar als langwerpige structuren aan het achterlijf en worden van zuurstof voorzien door peristaltische bewegingen te maken met het achterlijf.
Een klein aantal soorten ontwikkelt zich in zeewater. Een voorbeeld is de soort Philanisus plebeius. Deze leeft in de tijdelijke getijdenpoeltjes van rotsige kusten. Het vrouwtje heeft een opvallend lange legbuis of ovipositor, die gebruikt wordt als 'injectienaald' om de eitjes af te zetten. Ze deponeert haar eitjes in de lichaamsholte van zeesterren (Asteroidea). De kokerjuffers camoufleren zich met stukjes zeewier en zandkorrels.

#### Vangnetbouwers

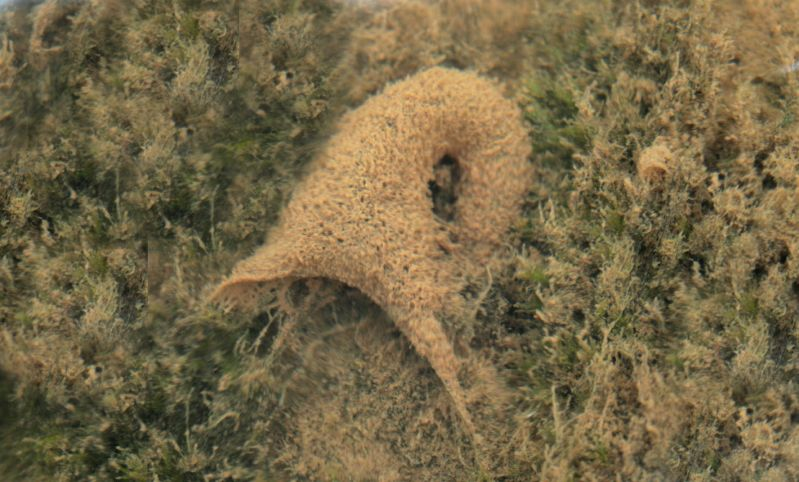
Vangnet van een onbekende soort.

Een aantal soorten leeft in snelstromend water. Dergelijke soorten maken vangnetachtige structuren om het langs stromende voedsel uit het water te filteren.
De vangnetten hebben een relatief groot oppervlak. Ze worden gemaakt van spinseldraden, die tot een tentachtig geheel worden gesponnen. Net als de vorm van de koker bij de kokerbouwers kan het vangnet per soort verschillen. Sommige maken een ronde vorm, andere een meer zakachtige. De spinseldraden zijn niet kleverig, zoals bij spinnen. Ze filteren kleine deeltjes uit het water, zoals kleine diertjes. Als het vangnet gevuld wordt met oneetbare deeltjes of wordt beschadigd, wordt het vangnet door de kokerjuffer schoongemaakt en hersteld.
De larven zijn in staat om waar te nemen waar de stroming het snelst is en zoeken dergelijke plaatsen uit voor het maken van hun web. Er zijn ook soorten die een tunneltje bouwen, waarin ze zich verschuilen tot een prooidiertje langskomt.
De vangnetbouwers vertonen in hun jachtmethode veel gelijkenissen met spinnen. De vangnetten zijn van spinsel gemaakt en filteren langs zwemmende prooidieren en kleine plantendeeltjes uit het water, net zoals spinnen vliegende insecten in de lucht buitmaken. Er zijn bij deze kokerjuffers meerdere typen vangnetten, variërend van zakvormig tot trechtervormig, trompetvormig, vogelnestvormig en fuikachtig. Het vangweb kan uit verscheidene secties bestaan, zoals een deel dat de prooidiertjes opvangt en een deel waarin de larve zich bevindt. Ook struikeldraden komen voor. Hierbij worden spinseldraden over de bodem gespannen. Zodra een prooidier een draad aanraakt, begeeft de larve zich snel over de draad naar de prooi. Vervolgens wordt de prooi weggevoerd naar een veilige plek en opgegeten. Deze vangtechniek doet het meest aan die van een spin denken. De struikeldraden worden alleen gemaakt door soorten die in stilstaand water leven, aangezien stromend water niet geschikt is voor deze methode.

#### Vrijlevende soorten
De derde groep kokerjuffers zijn de soorten die geen koker bouwen. Ze maken ook geen vangnetje, maar kruipen vrij rond over de bodem of op planten. Veel van deze soorten hebben een sterk gepantserd lichaam en verharde, chitineuze platen aan het borststuk ter bescherming. Ook aan zowel de boven- als de onderzijde van het achterlijf zijn dergelijke platen aanwezig. De vrijlevende soorten hebben borststukdelen die meer proportioneel zijn in vergelijking met larven van andere waterinsecten. De poten zijn bijvoorbeeld meer in het midden van het borststuk geplaatst- en niet aan de voorzijde, zoals de kokerbewoners. Hierdoor wordt het zwaartepunt van het lichaam naar achteren verplaatst en door de spreiding van de poten is de larve beter in staat om te lopen. Deze lichaamsconfiguratie wordt campodeiform genoemd.
De vrijlevende soorten zijn vrijwel altijd carnivoor. Doordat hun lichaamsvorm het toelaat om zich relatief snel voort te bewegen, zijn ze in staat een prooi te achtervolgen. Een voorbeeld van dergelijke vrijlevende soorten zijn de vertegenwoordigers van het geslacht Rhyacophila, waarvan enkele soorten in Nederland voorkomen. Deze kokerjuffers leven tussen het mos op de stenen van rivieren.

### Pop

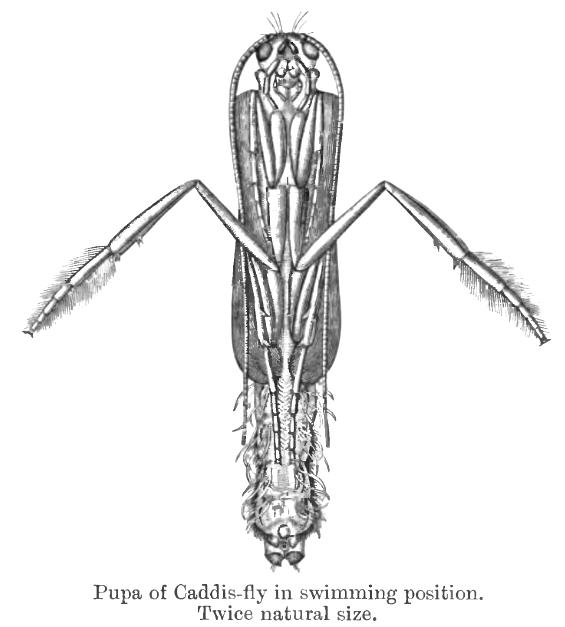
Pop van een schietmot met uitstekende zwempoten.

Net als alle insecten die een volledige gedaanteverwisseling doorlopen, moeten de larve of kokerjuffer als het volledig is ontwikkeld verpoppen. Tijdens het popstadium wordt de larve in een volwassen schietmot getransformeerd. Insecten zijn kwetsbaar tijdens het popstadium, omdat ze zich niet kunnen bewegen. Schietmotten verpoppen in een cocon bestaande uit een spinsel van zijdeachtige draadjes dat wordt beplakt met deeltjes uit het substraat.
Kokerjuffers die onder water leven maken altijd eerst een cocon van spinsel en deeltjes uit het substraat waarin de verpopping plaatsvindt. De meeste soorten maken hun kokertje bijna helemaal dicht door het aan de voor- en achterzijde dicht te spinnen. Ook de soorten die vrij levend zijn of een vangnet maken, zijn hierop geen uitzondering. Deze maken eenmaal in hun leven een cocon die beplakt wordt met kleine deeltjes om zich te camoufleren tijdens het popstadium. Ze maken meestal geen koker, maar een soort koepeltje van spinsel op de ondergrond dat vervolgens wordt beplakt met steentjes of andere materialen. Als het koepeltje wordt opgetild, wordt de pop zichtbaar omdat er geen bodem in de cocon wordt geconstrueerd.
De pop van de kokerjuffer lijkt al op het lichaam van het volwassen insect. Aan de achterzijde van de pop zijn de vervellingsresten van de laatste larvenhuid zichtbaar als een donkere vlek. Het popstadium voltrekt zich bij veel soorten onder water. De pop komt aan zuurstof door met het lichaam in de cocon draaiende bewegingen te maken.
Speciale uitsteeksels aan het achterlijf dienen om de zeefachtige structuur van de koker schoon te houden. Daarnaast is het lichaam voorzien van verharde haken aan het achterlijf, die de volwassen schietmot in staat stellen uit de cocon te breken. De cocon wordt door de kaken van de schietmot open gebeten, waarna het volwassen insect de cocon verlaat.
Aangezien schietmotten echte landbewoners zijn, maar de larven zich vaak onder water metamorfoseren, moeten ze in de regel eerst aan de oppervlakte geraken voor ze uit de pop kunnen sluipen. De schietmotten kennen hiertoe een zogenaamd postpupaal stadium; de pop komt nog niet uit maar het insect zwemt in het popstadium naar de oever. Binnenin de pop is het volwassen insect dan al geheel ontwikkeld en zodra de pop aan de oever geraakt, kruipt de imago uit de pophuid. 
Deze strategie dient om de kwetsbare vleugels van de schietmot niet bloot te stellen aan water. De beharing op de vleugels voorkomt dat de vleugels nat worden.
Een dergelijk postpupaal stadium is vrij uitzonderlijk binnen de groep van insecten. Bij de meeste insecten komt de imago direct uit de cocon wanneer de pop zich volledig heeft ontwikkeld. Het zich ontwikkelende insect kan zich in het popstadium meestal niet bewegen.

### Imago
Zodra de pophuid openbarst, komt het volwassen insect of imago tevoorschijn. De schietmot is soms direct in staat om te vliegen, in tegenstelling tot veel andere insecten met relatief grote vleugels. Deze moeten de vleugels eerst laten uitharden voor ze te gebruiken zijn.
De volwassen schietmot leeft meestal slechts enkele dagen tot weken. Een uitzondering zijn de soorten uit de familie Limnephilidae, die enkele maanden leven.

## Plaats in voedselketen
Schietmotten zijn in veel streken een belangrijke schakel in het onderwatermilieu. Oorspronkelijk zijn het landbewoners geweest die zijn teruggekeerd naar het water voor de larvale ontwikkeling. De kokerjuffers kunnen hierdoor gebruikmaken van het grote voedselaanbod onder water. Ze komen vaak in grote aantallen voor en zijn hierdoor zeer belangrijk als voedselbron voor veel dieren. Daarnaast spelen ze een belangrijke rol in het verkleinen van plantaardig materiaal.

### Voedsel

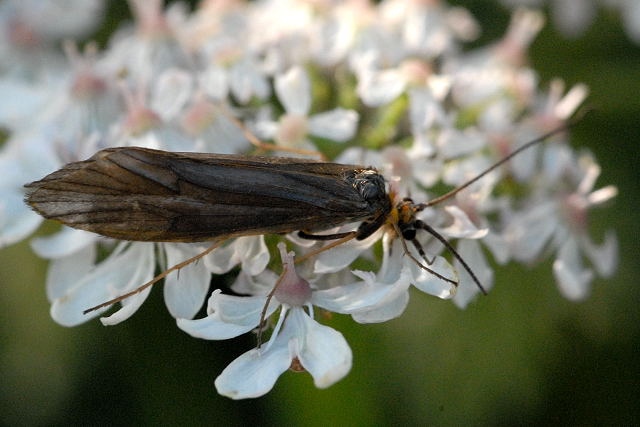
Schietmotten leven van nectar, afgebeeld is een onbekende soort.

Schietmotten verliezen hun kaken als ze uit hun pop kruipen en zijn niet meer in staat om te eten. Ze kunnen in een aantal gevallen wel vloeibaar voedsel opnemen. Schietmotten hebben geen roltong (proboscis), zoals vlinders. Ze zoeken bloemen op met gemakkelijk toegankelijke honingklieren om aan suikers te komen en suikerhoudende vloeistoffen verlengen het leven van de schietmot aanzienlijk. Uit waarnemingen van in gevangenschap gehouden dieren bleek dat ze op een rantsoen van water hooguit enkele weken overleefden, maar indien suikerwater werd gevoerd, leefden de insecten twee tot drie maanden.
De larven kunnen carnivoor (vleesetend), detrivoor (afvaletend), herbivoor (plantenetend) of omnivoor (allesetend) zijn. Het voedsel van de larve hangt samen met de groep waartoe deze behoort. Een voorbeeld is de familie Rhyacophilidae, waarvan alle vertegenwoordigers carnivoor zijn in het larvale stadium. Ze komen hierdoor nooit zo veelvuldig voor als larven van andere soorten. De larven van sommige soorten veranderen het voedselpatroon gedurende de larvale ontwikkeling. Enkele soorten uit de familie Phryganeidae bijvoorbeeld zijn omnivoor gedurende het grootste deel van hun ontwikkeling, maar in het laatste larvale stadium stappen ze over op dierlijk voedsel.
Sommige larven leven van algen en andere kleine organismen, zoals diatomeeën die ze van stenen en andere ondergedoken objecten afschrapen. Dergelijke soorten hebben monddelen die zijn aangepast aan het afschrapen van het voedsel van de ondergrond.

### Vijanden

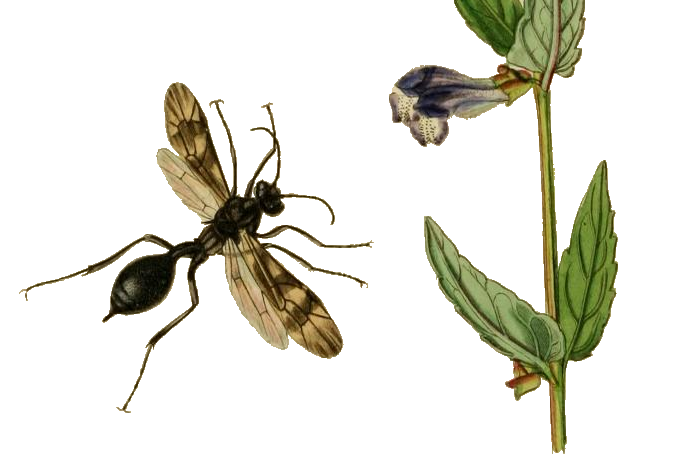
De sluipwesp Agriotypus armatus.

De belangrijkste vijanden van zowel de volwassen schietmot als de kokerjuffer zijn vissen. Die nemen de koker in de bek, waarna de larve eruit wordt geblazen en vervolgens wordt buitgemaakt. Vissen zijn gewend aan het eten van schietmotten, dusdanig dat de schietmot populair is als kunstaas. In de hengelsport wordt zowel de larve als het adulte dier nagebootst bij het vliegvissen, zie ook onder in de cultuur.
Kokerjuffers en schietmotten spelen een belangrijke ecologische rol omdat ze in grote hoeveelheden voorkomen en relatief groot worden. Naast vissen eten grotere waterinsecten de larven. Ook amfibieën eten de larven, vooral salamanders en hun larven. Voorbeelden van Nederlandse soorten salamanders die kokerjuffers eten zijn de vinpootsalamander en de alpenwatersalamander. Ook de larven van de landbewonende vuursalamander eten kokerjuffers.
De schietmotten worden door vogels gegeten en omdat ze 's nachts actief zijn, vormen de volwassen insecten een belangrijke voedselbron voor vleermuizen. Net als veel andere insecten vallen schietmotten ten prooi aan parasitaire schimmels. Deze schimmels leven in eerste instantie in het insect. Een voorbeeld is Erynia rhizospora. Daarnaast zijn er gespecialiseerde parasitoïden, die op de kokerjuffers jagen. Een voorbeeld is de sluipwesp Agriotypus armatus, die de kokerjuffer opspoort en er vervolgens een ei in legt. De meeste wespen verdrinken ogenblikkelijk als ze onder water terechtkomen, maar de sluipwesp is in staat om onder water te zwemmen. Zodra een vrouwtje een kokerjuffer van het geslacht Silo of Goera tegenkomt, steekt ze haar legboor door de koker en zet een ei af in het lichaam van de larve. Deze wordt vervolgens van binnenuit opgegeten door de sluipwesplarve, waarna deze verpopt. De sluipwesplarve kan onder water gebruikmaken van de zuurstofvoorziening van de larve van de schietmot. Als deze sterft, verpopt de parasiet en maakt een lange, dunne adembuis van spinsel die als een slurf uit de koker wordt geschoven. Zo kan de pop van de zich ontwikkelende sluipwesp zich van zuurstof voorzien.
De tweevleugelige Megaselia alsea legt haar eieren in de eiermassa van schietmotten. De vliegenlarven of maden leven van de eieren van de schietmot. De maden kunnen zich alleen ontwikkelen in boven het water hangende eiermassa's, zoals die van de Hydatophylax hesperus. In eiermassa's die onder water worden afgezet, kan de made zich niet ontwikkelen.

## Schietmotten in de cultuur
De larven zijn gevoelig voor vervuiling en dienen daardoor als indicatorsoort. In vervuilde wateren kunnen de larven zich niet handhaven. De larven in oppervlaktewater groeien allemaal in dezelfde omstandigheden op en kunnen in groten getale tegelijkertijd uit de pop kruipen. De aantallen kunnen zo groot zijn dat dichte zwermen ontstaan. Schietmotten kunnen luchtzuiveringsinstallaties verstoppen als ze in dergelijke aantallen voorkomen.
Kokerjuffers zijn populair als aas in de hengelsport. Zowel de larven, die van hun koker zijn ontdaan als de volwassen exemplaren worden gebruikt als beet. De kokerjuffer wordt door hengelaars gebruikt als levend aas omdat kokerjuffers veelvuldig aan de waterkant voorkomen en gemakkelijk te vangen zijn. De schietmotten worden vaak nagebootst door kunstaas te gebruiken. Dergelijke aassoorten worden sprokkelworm, stokaas en tielt genoemd. Van de larven van soorten uit het geslacht Limnephilus is bekend dat ze de draden van vissersnetten gebruiken voor hun kokers en deze vernielen.
Het vermogen om een kokertje te bouwen met verschillende materialen uit de omgeving komt weinig voor binnen het insectenrijk en is veel onderzocht. De Franse schrijver Jean-Henri Fabre bijvoorbeeld ontdeed de larve van hun koker en liet ze rondzwemmen in een aquarium met rijstkorrels. De Franse kunstenaar Hubert Duprat voorzag aquaria van stukjes bladgoud en kleine gouden staafjes, parels en kleine edelstenen, zoals opaal en turkoois. Vervolgens werden hierin kokerjuffers geplaatst die ontdaan waren van hun koker. De larven gebruikten vervolgens de exquise materialen om hun kokertje te bouwen. De kunstenaar exposeert deze zwemmende juwelen in aquaria.

## Evolutie en taxonomie

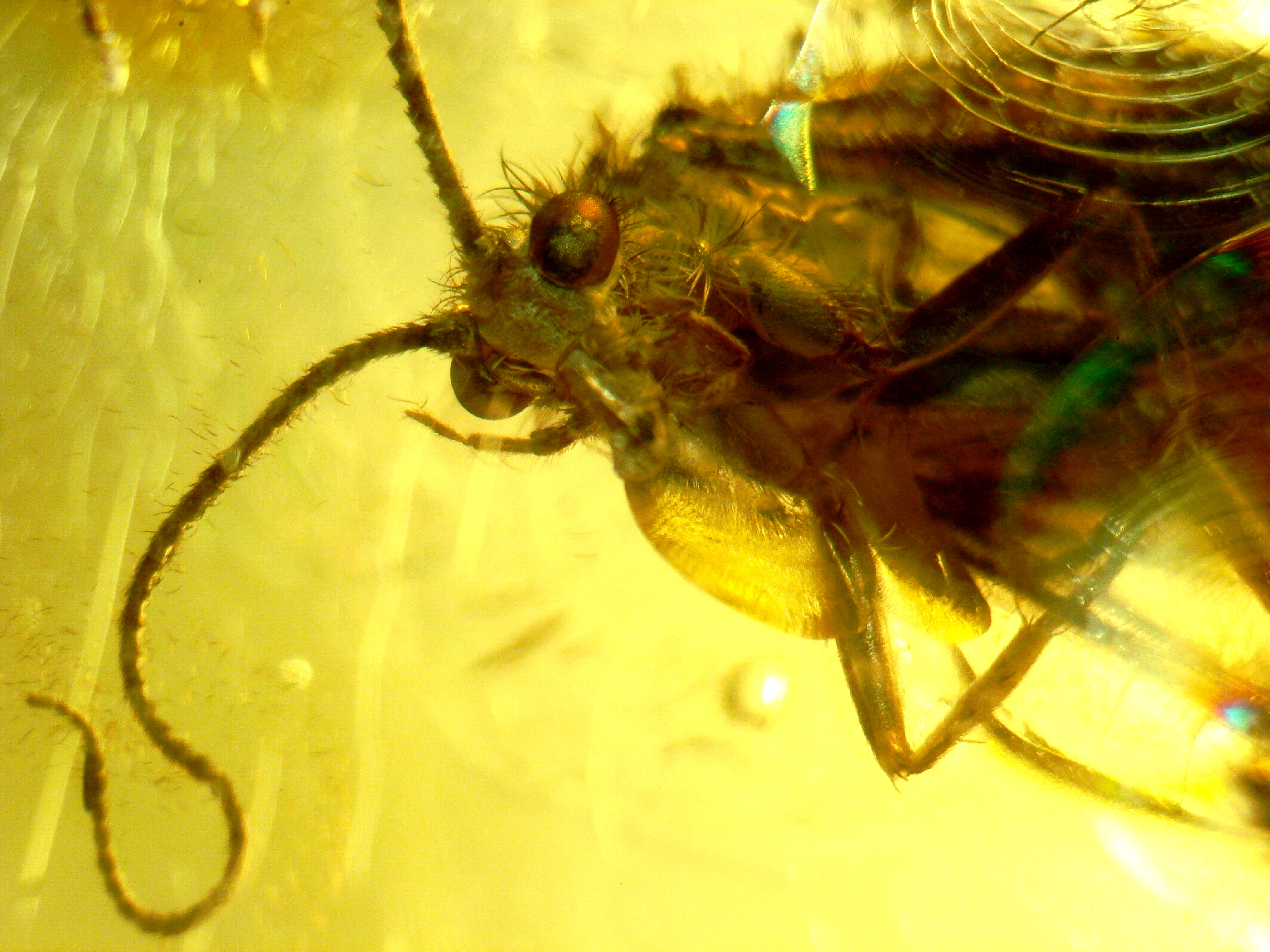
Een onbekende soort is gevangen in barnsteen uit het Eoceen.

Schietmotten zijn een groep van insecten die behoren tot de gevleugelde insecten of Pterygota. Ze behoren verder tot de Endopterygota of (verouderd) Holometabola, dit zijn de insecten die een volledige gedaanteverwisseling kennen. Het juveniel of larve vertoont nog geen sporen van vleugels en is wormachtig. De larve heeft een relatief groot lichaam, maar kleine poten. De larve verpopt ten slotte waarna de gevleugelde imago of adult verschijnt. Deze is gevleugeld en heeft relatief grote poten.
Schietmotten zijn een van de weinige insectenordes die zich hebben aangepast aan het leven in het water als larve. Het is de enige groep die behoort tot de insecten met een volledige gedaanteverwisseling en een dergelijke specialisatie kent. Alle andere groepen van insecten die als larve in het water leven, behoren tot de insecten die een onvolledige gedaanteverwisseling kennen. Vertegenwoordigers van deze laatste groep hebben vaak kieuwen of andere hooggespecialiseerde ademhalingsorganen, terwijl die van de kokerjuffers vrij primitief van bouw zijn.
Schietmotten worden gezien als een primitieve groep van vlinders (Lepidoptera) en worden net als nachtvlinders aangetrokken door licht. Ze zijn net als nachtvlinders meestal 's nachts actief. De gezamenlijke voorouder van de schietmotten en de vlinders zag er waarschijnlijk uit als een kleine schietmot met op de rug gevouwen vleugels, net als andere insecten. Later hebben de nachtvlinders of motten zich gevormd uit deze voorouder, die verbrede haren en uiteindelijk schubben ontwikkelden. Nog later hebben de dagvlinders zich weer ontwikkeld uit de nachtvlinders.

### Lijst van hoofdgroepen
Onderstaand een overzicht van alle families en superfamilies in een lijst. Van een aantal geslachten en onderfamilies is de taxonomische status onduidelijk en deze zijn weggelaten.
- Superfamilie Hydropsychoidea
  - Familie Dipseudopsidae
  - Familie Ecnomidae
  - Familie Electralbertidae
  - Familie Hydropsychidae
  - Familie Polycentropodidae
  - Familie Psychomyiidae
  - Familie Xiphocentronidae
- Superfamilie Hydroptiloidea
  - Familie Glossosomatidae
  - Familie Hydroptilidae
  - Familie Ptilocolepidae
- Superfamilie Leptoceroidea
  - Familie Atriplectididae
  - Familie Calamoceratidae
  - Familie Molannidae
  - Familie Leptoceridae
  - Familie Limnocentropodidae
  - Familie Odontoceridae
  - Familie Philorheithridae
- Superfamilie Limnephiloidea
  - Familie Apataniidae
  - Familie Goeridae
  - Familie Limnephilidae
  - Familie Rossianidae
  - Familie Taymyrelectronidae
  - Familie Uenoidae
- Superfamilie Necrotaulioidea
  - Familie Necrotauliidae
- Superfamilie Philopotamoidea
  - Familie Philopotamidae
  - Familie Stenopsychidae
- Superfamilie Phryganeoidea
  - Familie Baissoferidae
  - Familie Brachycentridae
  - Familie Dysoneuridae
  - Familie Kalophryganeidae
  - Familie Kokiriidae
  - Familie Lepidostomatidae
  - Familie Oeconesidae
  - Familie Phryganeidae
  - Familie Phryganopsychidae
  - Familie Pisuliidae
  - Familie Plectrotarsidae
- Superfamilie Rhyacophiloidea
  - Familie Hydrobiosidae
  - Familie Rhyacophilidae
- Superfamilie Sericostomatoidea
  - Familie Anomalopsychidae
  - Familie Antipodoeciidae
  - Familie Barbarochthonidae
  - Familie Beraeidae
  - Familie Calocidae
  - Familie Chathamiidae
  - Familie Conoesucidae
  - Familie Helicophidae
  - Familie Helicopsychidae
  - Familie Hydrosalpingidae
  - Familie Petrothrincidae
  - Familie Sericostomatidae
  - Familie Tasimiidae
- Superfamilie Vitimotaulioidea
  - Familie Vitimotauliidae
  - Familie Cladochoristidae
  - Familie Microptysmatidae
  - Familie Prosepididontidae
  - Familie Protomeropidae
  - Familie Uraloptysmatidae